# Amphoe Noen Maprang
Amphoe Noen Maprang (Thai อำเภอ เนินมะปราง) ist ein Landkreis (Amphoe – Verwaltungs-Distrikt) im Süden der Provinz Phitsanulok. Die Provinz Phitsanulok liegt in der Nordregion von Thailand.

## Geographie
Amphoe Noen Maprang liegt im Süden der Provinz Phitsanulok innerhalb des Beckens des Mae Nam Nan (Nan-Fluss), der dem Mae Nam Chao Phraya zufließt. Die Quelle des Maenam Chomphu (Chomphu-Fluss) liegt im Landkreis. Der Khlong Ban Mung (คลองบ้านมุง) und der Khlong Sai Yoi (คลองไทรย้อย) fließen ebenfalls durch Noen Maprang.
Benachbarte Landkreise sind vom Norden im Uhrzeigersinn aus gesehen: Amphoe Wang Thong in der Provinz Phitsanulok, die Amphoe Khao Kho, Mueang Phetchabun und Wang Pong in der Provinz Phetchabun sowie die Amphoe Thap Khlo, Wang Sai Phun und Sak Lek in der Provinz Phichit.

## Geschichte
Amphoe Noen Maprang wurde am 1. September 1976 zunächst als Kleinbezirk (King Amphoe) gebildet, um die in den 1970er Jahren in Nordthailand von den kommunistischen Rebellen verursachten Probleme in der Region besser in den Griff zu bekommen. Ursprünglich war Noen Maprang Teil des Amphoe Wang Thong.
Noen Maprang bekam den vollen Amphoe-Status am 1. April 1983.

## Verwaltung

### Provinzverwaltung
Amphoe Noen Maprang besteht aus sieben Unterbezirken (Tambon), die weiter in 75 Dörfer (Muban) gegliedert sind.
| Nr. | Name               | Thai          | Muban | Einw.  |
| --- | ------------------ | ------------- | ----- | ------ |
| 1.  | Chomphu            | ชมพู           | 15    | 13.156 |
| 2.  | Ban Mung           | บ้านมุง         | 08    | 06.921 |
| 3.  | Sai Yoi            | ไทรย้อย        | 16    | 08.592 |
| 4.  | Wang Phrong        | วังโพรง        | 09    | 07.280 |
| 5.  | Ban Noi Sum Khilek | บ้านน้อยซุ้มขี้เหล็ก | 11    | 07.980 |
| 6.  | Noen Maprang       | เนินมะปราง     | 09    | 08.253 |
| 7.  | Wang Yang          | วังยาง         | 07    | 05.880 |

### Lokalverwaltung
Im Bezirk gibt es drei Kleinstädte (Thesaban Tambon):
- Noen Maprang (เทศบาลตำบลเนินมะปราง) besteht aus Teilen des Tambon Noen Maprang,
- Sai Yoi (เทศบาลตำบลไทรย้อย) besteht aus dem gesamten Tambon Sai Yoi,
- Ban Mung (เทศบาลตำบลบ้านมุง) besteht aus dem gesamten Tambon Ban Mung.

Außerdem gibt es fünf „Tambon Administrative Organizations“ (TAO, องค์การบริหารส่วนตำบล – Verwaltungs-Organisationen) für die Tambon im Landkreis, die zu keiner Stadt gehören.